# Terra ribelle
Terra ribelle (lit:
Tierra desafiante), también conocida como Tierra rebelde y Tierra indomable es una serie de televisión que salió al aire en 2 temporadas, la primera en 2010 y la segunda en 2012, por el canal Rai 1. La serie sigue la evolución de la intrincada relación entre dos amigos de la infancia, Andrea y Iacopo, y las hermanas Elena y Luisa, con el trasfondo de intriga en Maremma, Toscana, en el siglo XIX (aunque la ficción fue filmada en Argentina). El drama, producido por Rai Fiction y Albatross Entertainment, se compone de un total de 15 episodios de 100 minutos cada uno. La primera temporada se estrenó el  17 de octubre de 2010 y el 21 de octubre de 2012, se estrenó la segunda.

## Trama

### Terra ribelle
En la Maremma Toscana de la Italia del siglo XIX vive un buttero, Andrea Cristofani, un joven campesino y gran amigo de Iacopo, hijo de Achille Vincenzi. Al llegar a la granja de Vincenzi, el conde Giardini, un noble florentino al borde de la quiebra, planea resolver la situación combinando un matrimonio entre su hija Luisa y el hijo de Vincenzi, Iacopo. El proyecto de Conte Giardini parece ir bien, incluso si Luisa no es correspondida, ya que Iacopo se enamora a primera vista de su hermana menor, Elena, también amada por Andrea, quien a diferencia de Iacopo, es correspondida por la condesa.
Sin embargo, después de una amarga discusión, mata a su padre bajo los asombrados ojos de Andrea y Luisa, que chantajea al joven y le pide que se case con ella. A cambio, culpará del asesinato de Achille Vincenzi a Andrea, quien, acusada por Luisa, se verá obligada a escapar para salvarse y finalmente demostrar su inocencia.

### Terra ribelle - Il Nuovo Mondo
Esta vez las historias de los protagonistas se mueven de la Maremma al Nuevo Mundo o Argentina. La ficción se titula, Tierra rebelde - El Nuevo Mundo, y en ella encontramos, tanto las aventuras épicas de la primera temporada, como la evolución de la historia de amor entre Elena y Andrea. Han pasado nueve años desde el primer encuentro entre Elena y Andrea, quienes ya se han convertido en los príncipes Marsili. Durante esta temporada, Elena y Andrea están más distantes que nunca, pero, gracias a un evento terrible, el secuestro de su hija Giulia, podrán reconstruir todo lo que habían destruido y poner una piedra sobre el pasado, un pasado que volverá casi mágicamente a caer en la vida de los esposos, estableciéndose como una sombra negra en las pesadillas de Elena y en el amor de Lucio por Luisa.

## Personajes
- Principe Andrea Cristofani (nacido Marsili) interpretado por Rodrigo Guirao Díaz (temporada 1-2) : En la primera temporada es un buttero, que es un antiguo pastor de la Maremma, que vive en Montebuono en la gran propiedad de Achille Vincenzi, la Roccaccia. Es el hijo putativo de un sirviente y es el mejor amigo de Iacopo Vincenzi, el hijo del dueño. Inmediatamente se enamora de la condesa Elena Giardini. Alegre y simpático, de aspecto fuerte y dulce, dotado de una expresión ingenua pero poco convencional. Aunque se cultiva bajo las duras reglas de una tierra a menudo ingrata, su comportamiento es de naturaleza soleada y lineal. Se le acusa de la muerte del maestro Achille Vincenzi, asesinado a manos del hijo de este último, Iacopo. Detenido, pasa la sentencia de muerte, pero se escapa del trabajo forzoso al unirse a los Brigandos. Encuentra a su amada Elena, pero le disparan y caen al mar cayendo de un acantilado. Creído muerto, fue rescatado por ex amigos de Briganded, desafiado por los Carabinieri y diezmado por una emboscada de Vincenzi y sus hombres. Vuelve a formarse y organiza una revuelta contra Vincenzi y todos sus cómplices. Resulta que con el tiempo, hijo de la princesa Giulia Marsili asesinada, 20 años antes, de Achille Vincenzi, quien, para apoderarse de las tierras del príncipe Marsili, adoptó solo a una de las gemelas Iacopo, abandonando a Andrea en el pantano, junto con el cuerpo de la madre muerta. Andrea fue encontrada más tarde por el jefe de los bandidos, el lobo, que lo dejó en la puerta de una mujer que lo crio, Giovanna. A la muerte de su abuelo, hereda todas las tierras de los Marsili, pero, en su corazón, siempre sigue siendo un campesino. Su relación con Elena ahora está destruida: la mujer ahora está siempre en Roma para participar en varias recepciones, mientras que él está solo en Maremma, para cuidar sus propiedades. Con el secuestro de su hija Giulia, la pareja se acercará y decidirá irse a Argentina en busca de Iacopo, quienes creen que son los verdaderos responsables del secuestro. Durante un intento por liberar al niño, serán atacados por bandidos locales, mientras que Andrea, creyendo que su esposa está muerta y desanimada, se dejará llevar por una pasión pasajera con Isabella, la mujer que hospeda a los príncipes en Sarmiento. Más tarde se enterará de que su esposa está viva y lamenta amargamente haberla traicionado, una traición que su cuñada Luisa usará para dividir a los dos amantes. Andrea descubrirá entonces que el Lobo no es su padre, sino solo el hombre que lo salvó y lo entregó a Giovanna. Al poder liberar a Elena, él volverá a Maremma. En Italia volverán a encontrar a Malagridas y podrán liberar a la pequeña Giulia, restableciendo una relación familiar. Además, Andrea dejará embarazada a su esposa nuevamente, incapaz de tener un nuevo embarazo. Mientras tanto, en Argentina, Isabella está esperando un bebé suyo.

- Condesa/Princesa Elena Giardini (Marsili de casada) interpretada por Anna Favella (temporada 1-2). Hija menor del Conte Giardini. Vive en Florencia con su padre y su hermana Luisa. Él conocerá el amor real con Andrea por primera vez, enamorándose a primera vista, cuando la salve de los bandidos en el bosque, pero está muy molesto por la atención de Iacopo. Hermosa, inteligente, simpática, curiosa y aficionada a la ciencia, con el mismo espíritu ilustrado de su padre, con quien está muy apegada. Demostrará la modernidad del pensamiento poco común, combinado con coraje, espíritu de sacrificio y pasión. Cuando el padre muere, decide continuar investigando los misterios de la Roccaccia, será encarcelado por su hermana Luisa y por Lucio. Después de una fuga audaz, ella quedará embarazada. Recapturada por su hermana, está encerrada en la misma habitación que la princesa Giulia Marsili. Huye de nuevo del mismo pasaje secreto, junto con Andrea. Junto con su esposo, heredará la Roccaccia, ahora en posesión de la familia legítima de los Marsili. En la segunda temporada, es una mujer madura, que dedica poco tiempo a su hija debido al trabajo. Se sentirá muy culpable cuando su hijo sea secuestrado y llevado al Nuevo Mundo. De hecho, debido al secuestro, habrá un corto período de tiempo en el que se separará de su esposo, pero al final, después de que la crisis haya pasado, ella y Andrea se amarán aún más que antes. Elena también aprendió que ya no podrà más ser madre, pero a pesar de esto, se queda nuevamente embarazada de Andrea, convenciendo a su esposo de que su infertilidad ha desaparecido, cuando en realidad Elena sabe que está arriesgando la muerte al dar a luz al bebé que está llevando.

## Emisión internacional
- Argentina: Europa Europa, Net TV y Bravo TV.
- Bolivia: Cadena A. Obviamente en vez de emitirse en 100 minutos, se emitió en 25 capítulos de 60 minutos el 9 de noviembre de 2020 en su estreno [cita requerida]. Se emitió desde el 14 de diciembre y finalizó el 15 de enero de 2021.
- Chile: UCV TV (2018).
- Ecuador: Ecuador TV.
- Estados Unidos: Azteca USA.
- México: Azteca Trece.
- Puerto Rico: Telemundo de Puerto Rico.
- Latinoamérica: Pasiones.
- Perú: Panamericana Televisión.
- Venezuela: Televen.

## Crítica
El crítico italiano Aldo Grasso calificó a la serie como "una novela ejemplar". Además destacó cuatro características de la misma:
- Es un valor que hace que el espectador se sienta pertenecer al pasado.
- Cómo el bien y el mal de la época se personifican en los diversos personajes.
- La redención, o la victoria final del bien sobre el mal, a pesar de todas las dificultades.
- Las revelaciones y los giros sobre la identidad de los personajes son excelentes.